# Joost Posthuma

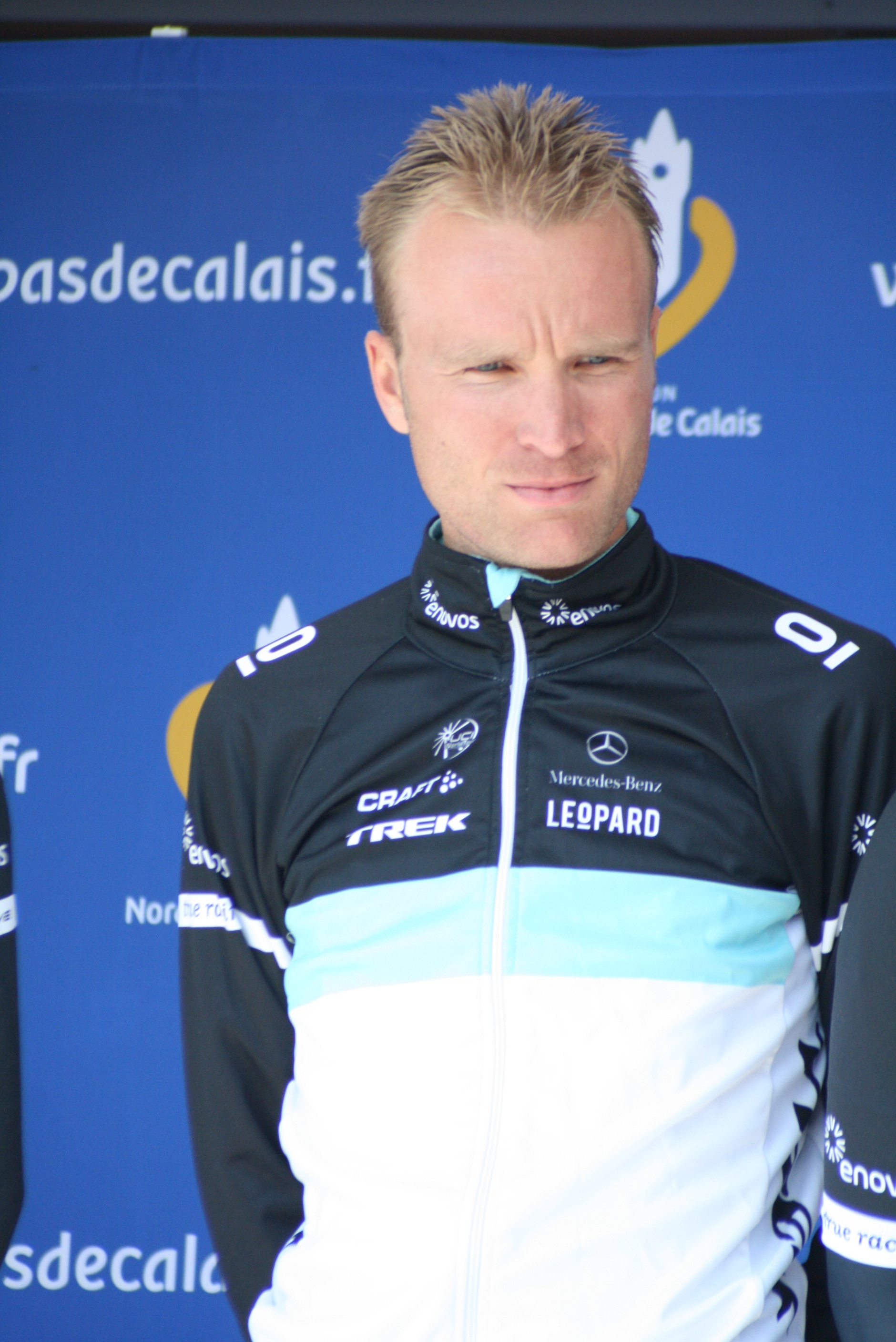
Joost Posthuma bei den Vier Tagen von Dünkirchen 2011

Joost Posthuma (* 8. März 1981 in Hengelo) ist ein ehemaliger niederländischer Radrennfahrer.

## Karriere
Posthuma wurde 2004 beim Team Rabobank Profi und bekam dort einen Vertrag bis 2006. Vorher fuhr er zwei Jahre in der Nachwuchsmannschaft von Rabobank. Er bewies sich in seiner Spezialdisziplin Zeitfahren bei der Vuelta a España mit einem zehnten und einem elften Platz. Sein erster Profisieg gelang ihm bei seinem ersten ProTour-Rennen Paris–Nizza nach einem erfolgreichen Ausreißversuch. 2005 nahm er zum ersten Mal an der Tour de France teil, insgesamt ging er fünf Mal an den Start. Bei seiner zweiten Teilnahme 2006 trug er während der ersten Etappe das weiße Trikot als bester Youngster.
Am 18. April 2007 verunglückte Posthuma im Münsterland bei einem Trainingsunfall und verletzte sich dabei schwer. Nach seiner Verletzung konnte er aber bereits wieder im Juli die Sachsen-Tour für sich entscheiden. Weitere Rundfahrtsiege errang er in den nächsten Jahren bei den Drei Tagen von De Panne, der Luxemburg-Rundfahrt und der Ruta del Sol.
Nach der Saison 2012 beendete er seine Karriere.

## Erfolge
2003
- Prolog Tour de Normandie
- Gesamtwertung Olympia’s Tour

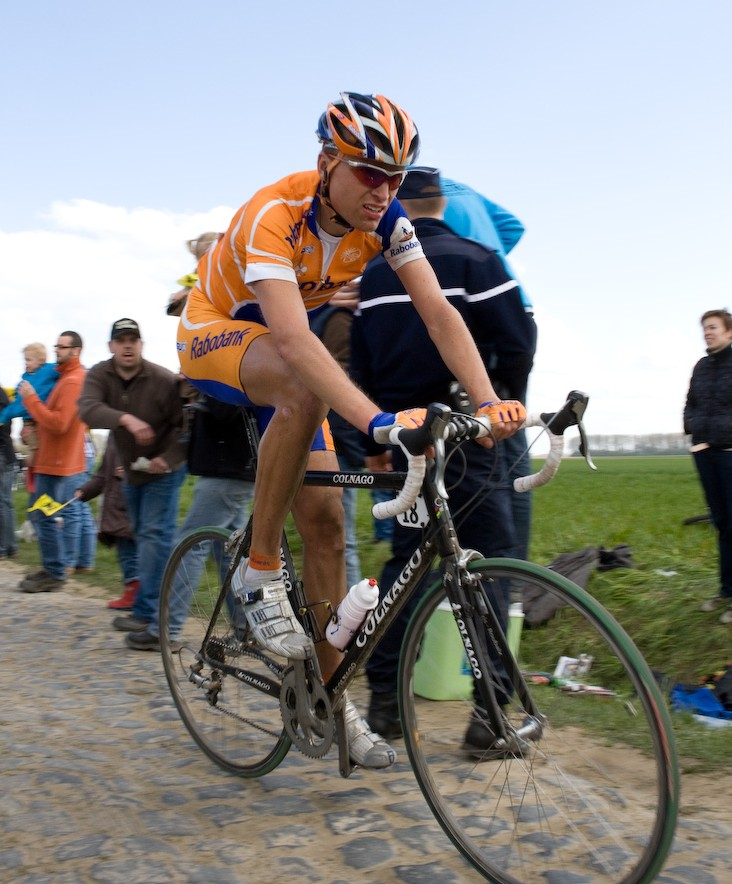
Posthuma bei Paris–Roubaix 2009

- Gesamtwertung Internationale Thüringen Rundfahrt

2004
- Gesamtwertung und eine Etappe Circuit de Lorraine
- eine Etappe Tour de la Manche

2005
- eine Etappe Paris–Nizza
- Grote Prijs Jef Scherens

2007
- Gesamtwertung und eine Etappe Sachsen-Tour

2008
- Gesamtwertung und eine Etappe Drei Tage von De Panne
- Gesamtwertung Luxemburg-Rundfahrt

2009
- Gesamtwertung Ruta del Sol

2010
- eine Etappe Österreich-Rundfahrt

## Grand-Tour-Platzierungen
| Grand Tour            | 2004 | 2005 | 2006 | 2007 | 2008 | 2009 | 2010 | 2011 |
| --------------------- | ---- | ---- | ---- | ---- | ---- | ---- | ---- | ---- |
| Giro d’ItaliaGiro     | –    | –    | –    | –    | –    | –    | –    | –    |
| Tour de FranceTour    | –    | 83   | 85   | –    | 69   | 73   | –    | 108  |
| Vuelta a EspañaVuelta | 92   | –    | –    | 55   | –    | –    | –    | –    |

## Teams
- 2002 Rabobank TT3
- 2003 Rabobank TT3
- 2004 Rabobank
- 2005 Rabobank
- 2006 Rabobank
- 2007 Rabobank
- 2008 Rabobank
- 2009 Rabobank
- 2010 Rabobank
- 2011 Leopard Trek
- 2012 RadioShack-Nissan